# 亞硫酸氫鈣
亞硫酸氫鈣（Calcium bisulfite）是钙的亚硫酸氢盐，化学式为Ca(HSO3)2。亞硫酸氫鈣用於食品添加劑時當作防腐劑使用，其E編碼為E227。亚硫酸氢钙是酸式盐，水溶液呈酸性。它用于从木片生产纸张的亚硫酸盐工艺。

## 參照
- 亞硫酸氫鈉
- 亞硫酸氫鉀